# حجة المعجزات

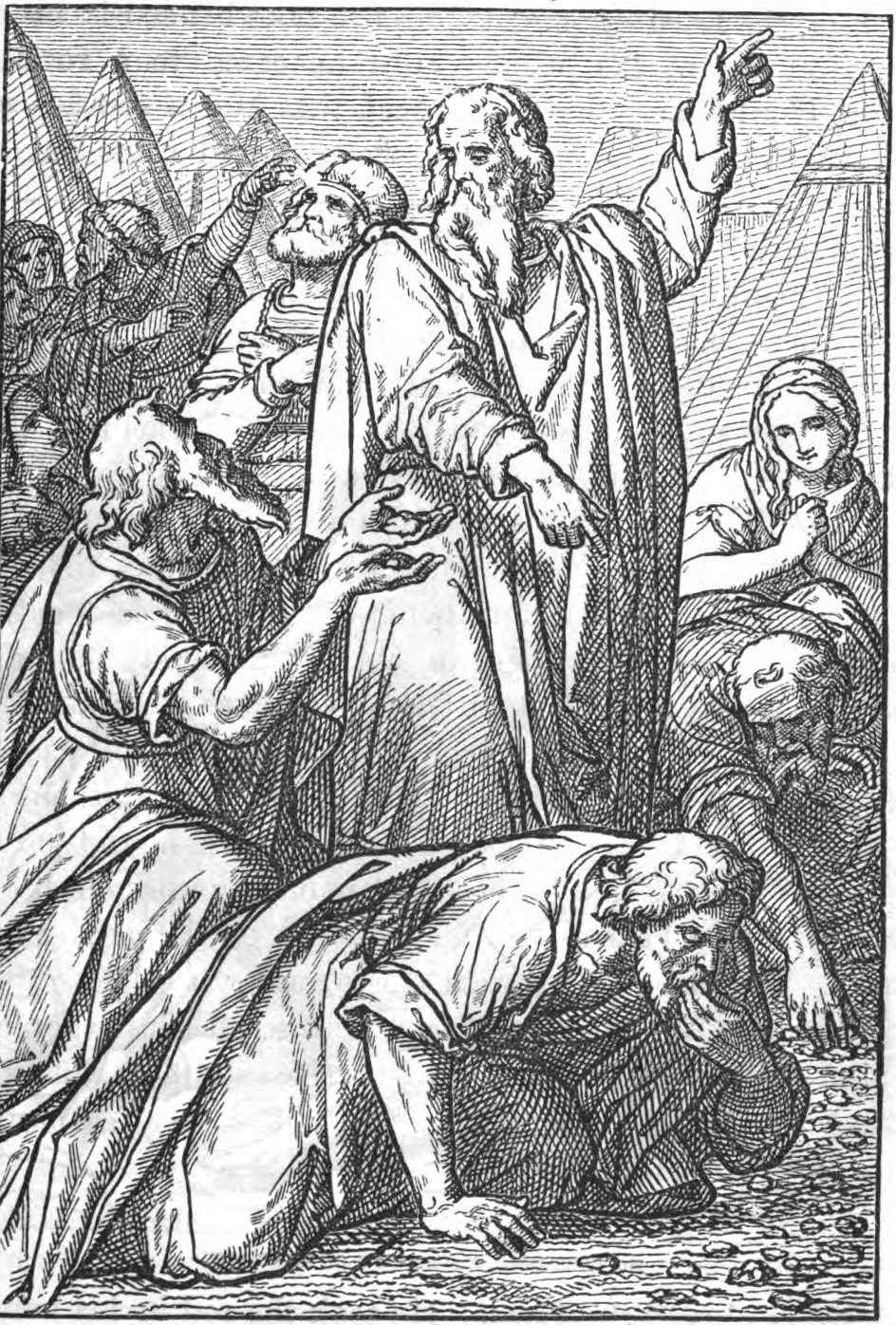
إرسال المن.

حجة المعجزات هي حجة لوجود الله تعتمد على الاعتقاد بأن الأحداث التي تتم مشاهدتها ووصفها كمعجزات -   أي كأحداث لا يمكن تفسيرها وفق القوانين الطبيعية أو العلمية   - تشير إلى تدخل فوق طبيعي . 
ومن الأمثلة على هذه الحجة الحجة المسيحية: الإدعاء بأن الأدلة التاريخية التي تثبت أن يسوع المسيح قام من بين الأموات وأنه لا يمكن تفسير ذلك إلا إذا كان الله موجوداً. حجة أخرى هي الادعاء بأن العديد من نبوءات القرآن قد تحققت وأنه لا يمكن تفسير ذلك أيضاً إلا في حالة وجود الله. 
من المدافعين عن الحجة سي. إس. لويس وغلبرت كايث تشيسترتون وويليام الأوكامي .

## الانتقادات
إحدى الحجج المضادة لحجة المعجزات هي حجة الوحي غير المتسق، والتي تنص على أن معجزات متعددة غير متوافقة يُزعم أنها حدثت وتقدم دليلاً لأديان مختلفة. ولا يمكن أن تكون كلها صحيحة. 
هناك حجة أخرى مضادة تتمثل في نصل أوكام، والذي يمكن استخدامه للقول بأن الله ليس ضرورياً لتفسير المعجزات التي يمكن العثور على تفسيرات طبيعية لها. وفي فيلمه الوثائقي "جذر كل شر؟"، يستخدم عالم الأحياء التطوري البريطاني ريتشارد دوكينز هذه الحجة عند دراسة المعجزات المفترضة في مدينة لورد بفرنسا. وفقاً للاهوت الكاثوليكي، تظهر علاجات خارقة للطبيعة في المنطقة، لكن دوكينز يعرب عن شكوكه في طبيعتها الإلهية، مشيراً إلى أن جميع العلاجات المسجلة تشمل أمراضاً قد تكون شُفيت من تلقاء نفسها دون الحاجة إلى تدخل إلهي. 
يعتمد اللاهوتيون الحديثون على حجج ديفيد هيوم، الفيلسوف الإسكتلندي في القرن الثامن عشر، والمعروف اليوم بفلسفته الشكوكية والطبيعية. فقبل تقديم أي إدعاءات، يشرح هيوم مبدأ الأدلة: الطريقة الوحيدة التي يمكننا من خلالها تقييم مصداقية إدعاءين هي موازنة الأدلة. وفقاً لهوم، نظراً لأن الأدلة على المعجزات تتكون من مجموعة محدودة من الحالات، فإن كل حالة من حالات الحياة الطبيعية في العالم الحقيقي تُضاف إلى الأدلة التي تفوق بكثير أدلة المعجزات. 

## للمزيد من القراءة
- ديفيد هيوم (ed. LA Selby-Bigge) ، تحقيق بشأن الفهم البشري، أوكسفورد: مطبعة Clarendon ، 1902 ( ISBN   978-0-19-824535-3 ).
- ريتشارد سوينبرن (المحرر)، المعجزات، لندن: كولير ماكميلان للنشر، 1989 ( (ردمك 0-02-418731-3)  ).